# Vittoria Colonna (Sebastiano del Piombo)
Vittoria Colonna (?) és un oli sobre fusta de 96 × 72,5 cm realitzat per Sebastiano del Piombo entre els anys 1520 i 1525, el qual es troba al Museu Nacional d'Art de Catalunya.

## Context històric i artístic
No es coneix la identitat d'aquesta dona, que s'ha volgut identificar amb la poeta Vittoria Colonna, o amb la seua amiga i contemporània Giulia Gonzaga, aquesta darrera, i segons Giorgio Vasari, retratada per Sebastiano del Piombo el 1530. Si bé els atributs de la dama podrien concordar amb qualsevol de les dues esmentades més amunt, la cronologia relativa a l'execució de la peça no afavoreix aquestes hipòtesis. El que sembla evident, sens dubte, és que es tracta d'una mulier docta, és a dir, una amant de les lletres. Sigui qui sigui, en el gest de les mans està deixant clara la riquesa i l'ambigüitat del seu saber: molt ric en les qualitats pròpies de les cortesanes cultes.
Pertany al llegat Cambó (1949) i va ingressar al MNAC l'any 1954.

## Descripció
La dama, arrogant i enigmàtica, es troba dempeus en una estança, en tres quarts en suau diagonal a l'esquerra, amb el rostre i la mirada cap a l'espectador. Porta un vestit de ric brocat púrpura amb mànigues amples i escot generós, mentre lluu al cap un pentinat blanc recollit que cau per l'esquena deixant pel davant els cabells foscos al descobert. Una tela blanca li cobreix l'espatlla i part de l'avantbraç esquerres, mentre que amb l'índex esquerre assenyala el llibre obert sobre el tapís oriental que serveix de tapet a la taula que té al davant. Recolza la mà dreta al pit i, amb un gest exquisit, introdueix l'índex en el cosset per indicar la profunditat del seu ésser. Darrere seu, a l'angle superior dret, hi penja una cortina verda nuada i, al costat oposat, una finestra s'obre a un paisatge banyat per la llum daurada d'un esplendorós tramonto venecià.